# Brocklesby, Lincolnshire
Brocklesby är en ort och civil parish i Storbritannien.   Den ligger i grevskapet Lincolnshire och riksdelen England, i den sydöstra delen av landet, 230 km norr om huvudstaden London.